# Acredite, um Espírito Baixou em Mim
Acredite, um Espírito Baixou em Mim é um filme de comédia brasileiro de 2006 dirigido por Jorge Moreno e escrito por Rodrigo Campos, baseado na peça de teatro homônima de Ronaldo Ciambroni. O filme conta a história de um homem homossexual (Ílvio Amaral) inconformado com sua morte que decide fugir do céu e incorporar no corpo de um homem machista radical (Maurício Canguçu). Conta ainda com Marília Pêra, Arlete Salles, Suely Franco, Cláudia Mauro, Nany People e Bemvindo Sequeira no elenco.

## Enredo
O fantasma de um homem gay, Lolô (Ílvio Amaral), se recusa a seguir seu caminho natural para o céu e fica na Terra. Depois de conhecer o homem dos seus sonhos, Lolô decide se incorporar no corpo de Vicente  (Maurício Canguçu), o melhor amigo desse cara. O único problema é que Vicente é heterossexual, e as mudanças repentinas em seu comportamento afetam seu relacionamento com sua namorada.

## Elenco
| Ator/Atriz                | Personagem           |
| ------------------------- | -------------------- |
| Ílvio Amaral              | Lourival (Lolô)      |
| Maurício Canguçu          | Vicente              |
| Marília Pêra              | D. Graça             |
| Arlete Salles             | Yolanda              |
| Cláudia Mauro             | Normanda             |
| Nelson Freitas            | Lucas                |
| Cássio Scapin             | Mensageiro           |
| Nany People               | Andréa de Villon     |
| Suely Franco              | Amanda               |
| Bemvindo Sequeira         | Norberto             |
| Ronaldo Ciambroni         | Brigitte Niemayer    |
| Dinorah Marzullo          | Avó de Lolô          |
| Gorete Milagres           | Escandalosa da Boite |
| Amora Pêra                |                      |
| Isabela Teixeira da Costa | Alvarenga            |
| Juliano Maia              | Borracheiro          |
| César Mello               | Porteiro             |
| Marino Ganguçu            | Lolô (criança)       |

## Lançamento
O filme foi lançado diretamente nos cinemas em 24 de março de 2006.

## Recepção

### Análise da crítica
O crítico de cinema do website Cine Sequência expressou sua opinião sobre o filme, apontando algumas situações engraçadas, mas ressaltando a falta de qualidade do roteiro, o que tornou a experiência cansativa e repetitiva para o público do teatro. O diretor Jorge Moreno foi responsabilizado pelo resultado desastroso, devido à sua falha em compreender as particularidades e restrições do vídeo digital e em aproveitá-las em benefício da obra. Embora seja comum explorar a variedade de cores do universo gay, como Pedro Almodóvar faz brilhantemente, no caso desse filme, o uso do arco-íris no vídeo digital foi inadequado, pois seria mais apropriado utilizar planos mais fechados e focar em detalhes. O crítico citou a cena da mãe de Lolô (interpretada por Marília Pera), sentada em um quarto rosa com uma cama coberta por uma colcha de retalhos, que se transformou em um mosaico confuso na tela. Outra crítica feita foi o uso excessivo de movimentos de câmera, que nem sempre são eficazes em vídeo. Ambos os diretores pareciam obcecados em criar uma obra "cinematográfica", esquecendo-se de que a TV e o vídeo também fazem parte do campo audiovisual, e o cinema é conhecido pela técnica de corte. O crítico questionou por que não adotar uma linguagem mais adequada para a TV, especialmente se o orçamento era limitado e seguir a linguagem cinematográfica não seria satisfatório. Durante uma das cenas fascinantes do filme, no apartamento de Vicente (interpretado por Maurício Canguçu), o crítico observou a sombra do operador de câmera projetada na parede, considerando-o um trabalho vergonhoso por parte da direção, da direção de fotografia e da edição.
Apesar da presença de atores conhecidos, como Marília Pêra, Arlete Salles e Cláudia Mauro, o crítico destacou a performance de Ílvio Amaral como Lolô. Ele elogiou o seu timing cômico e a capacidade de arrancar algumas risadas do público. Embora reconhecesse que o humor contemporâneo ao filme, em programas de TV, como Casseta e Planeta e Zorra Total, esteja excessivamente homofóbico, o crítico considerou que as piadas sobre gays no filme eram razoavelmente aceitáveis e não viam como ofensivas. No entanto, ele observou que os atores conhecidos não se destacaram em suas atuações, com exceção de Arlete Salles, que foi menos ruim em comparação aos demais. O crítico acreditava que o roteiro de qualidade inferior prejudicou as performances e especulou que a direção pode ter orientado os atores a atuarem de forma teatral.
Do ponto de vista técnico, o crítico concluiu que o filme não poderia ser considerado cinema, mas sim uma experiência audiovisual interessante em vídeo digital. Ele apontou que, em tempos de orçamentos reduzidos para produções cinematográficas ou quando recursos são inexplicavelmente destinados aos mesmos diretores considerados incompetentes, iniciativas como Acredite, um Espírito Baixou em Mim e Cama de Gato (disponível em DVD) são úteis para testar o potencial do meio. O crítico ressaltou que os documentaristas brasileiros já absorveram essa ideia, enquanto os cineastas de ficção ainda não entenderam que, mesmo com a qualidade inferior das imagens, se a obra tiver um conteúdo satisfatório, a qualidade visual acaba sendo negligenciada.